# 费代里科·巴尔扎雷蒂
费代里科·巴尔扎雷蒂（義大利語：Federico Balzaretti；1981年12月6日—），是一名已退役的意大利职业足球运动员，司职左后卫。曾效力于意大利足球甲级联赛球队羅馬。

## 俱乐部生涯

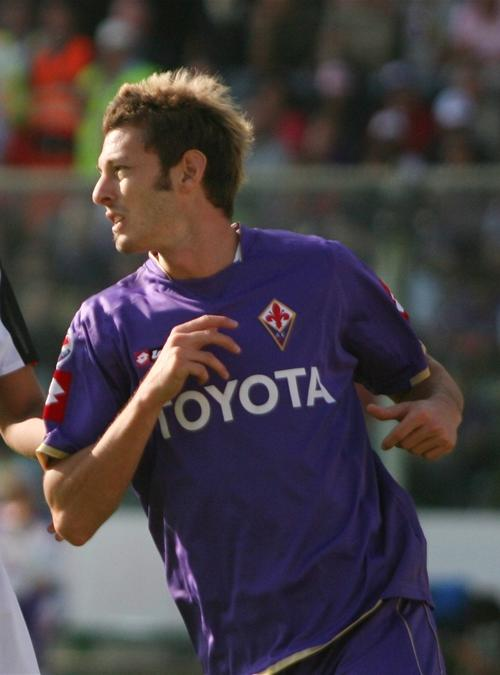
巴尔扎雷蒂在佛罗伦萨效力期间的图片

巴尔扎雷蒂出生于意大利都灵，6岁开始在家乡球队都灵青训营接受职业足球训练。他先后被租借到意丙联赛球队瓦雷泽和意乙联赛球队锡耶纳锻炼，2002/03赛季才开始为都灵一线队出战。2003/04赛季，都灵降级到意乙联赛，巴尔扎雷蒂开始成为球队主力，并帮助球队在2004/05赛季重返意甲联赛。
但是，由于财政问题，都灵无法完成注册，只能继续留在意乙联赛，巴尔扎雷蒂和球队解约，成为自由身球员。他选择加盟都灵同城市的死敌尤文图斯。他在法比奥·卡佩罗的麾下成为尤文图斯的主力球员，并最终随队获得联赛冠军。但是由于尤文图斯卷入電話門事件，最终联赛冠军被剥夺，球队也被罚降入乙级联赛。2007年，他在意乙联赛打进职业生涯的首个联赛进球，帮助尤文图斯5比0击败克罗托内。2007年7月，在帮助尤文图斯以联赛冠军升级回意甲联赛后，巴尔扎雷蒂被卖给佛罗伦萨。但他没能在佛罗伦萨站稳脚跟，半个赛季仅为球队出场6次。2008年1月，他转会加盟另一支意甲球队巴勒莫。 他选择穿42号球衣，向他出生于1942年的父亲致敬。他很快就成为巴勒莫不可或缺的主力，并凭借在俱乐部的出色表现首次入选意大利国家足球队。2012年欧洲足球锦标赛後他轉會至意大利首都球隊羅馬，簽約三年。

## 国际比赛生涯
巴尔扎雷蒂在2000年至2002年间曾数次入选意大利U20国家队和意大利U21国家队。2010年11月17日，他在意大利和罗马尼亚的国际足球友谊赛中首次代表意大利亮相。2012年，巴尔扎雷蒂入选意大利国家队参加2012年欧洲足球锦标赛的参赛名单。

## 个人
2011年，巴尔扎雷蒂在巴勒莫和意大利舞蹈家艾尔诺娜·阿比嘉托（Eleonora Abbagnato）结婚，当时阿比嘉托已有6个月的身孕。2011年10月，他们的第一个孩子出生。